# Баб (Њитра)
Баб (слч. Báb) насељено је мјесто са административним статусом сеоске општине (слч. obec) у округу Њитра, у Њитранском крају, Словачка Република.

## Становништво
| Година:    | 1994. | 2004.   | 2014.    | 2024.    |
| ---------- | ----- | ------- | -------- | -------- |
| Број људи: | 970   | 960     | 1093     | 1238     |
| Разлика:   |       | -1,03 % | +13,85 % | +13,26 % |

| Година:    | 2023. | 2024.   |
| ---------- | ----- | ------- |
| Број људи: | 1243  | 1238    |
| Разлика:   |       | -0,40 % |

Према подацима о броју становника из 2024. године насеље је имало 1238 становника.